# Dinarischer Karst-Blockhalden-Tannenwald

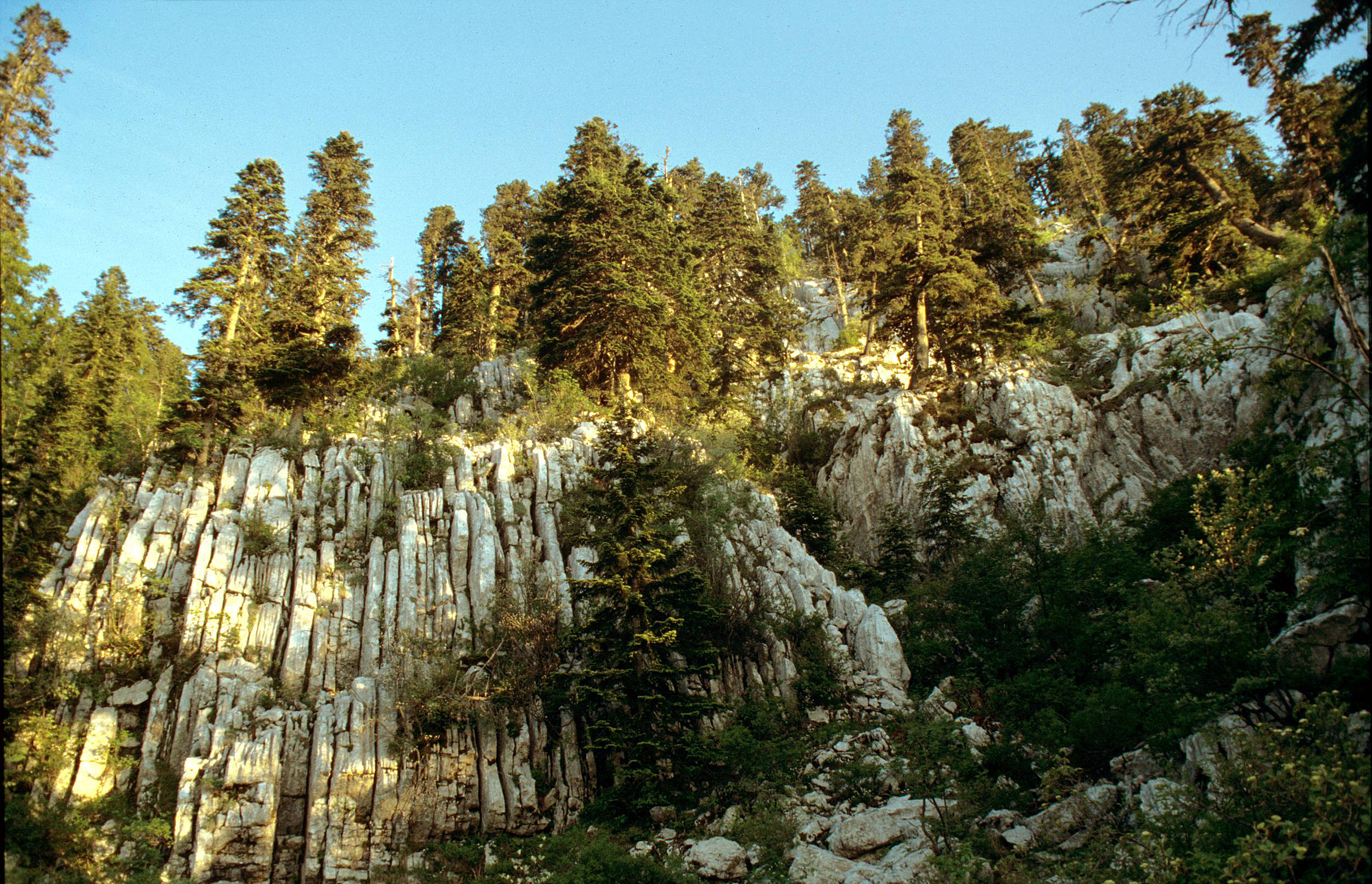
Paläoendemischer Dinarischer Karst-Blockhalden-Tannenwald ist im Orjen-Gebirge auf glazialen Schichttreppen häufig

 Die Vegetation des Karst-Gebirges und der anderen verkarsteten Mittelgebirge entlang der kroatischen Adriaküste ist sehr reich an Pflanzenarten. Ein wichtiger Grund für den Artenreichtum besonders der Waldgesellschaften ist vermutlich, dass das Gebiet in den Eiszeiten nicht vergletschert war, wodurch die Alpen vermutlich eine Vielzahl von Arten und Lebensgemeinschaften verloren haben. Einige Pflanzengesellschaften können als Relikte der tertiären Waldvegetation Europas vor dem Pleistozän aufgefasst werden.
Eine dieser endemischen Waldgesellschaften, die außerhalb der Dinariden fehlt, ist der Karst-Blockhalden-Tannenwald Oreoherzogio-Abietum, der entlang der Adria in  Kroatien, Herzegowina und Montenegro vorkommt. Karst-Blockhalden Tannenwälder sind in den regenreichen Dinariden auf extrem bodentrockenen Karst-Standorten oder Blockhalden anzutreffen. Sie weisen einen lockeren Bestandsschluss auf, durch die lichten Baumkronen erreicht also viel Licht den Boden. Wichtigste Baumart ist die Weißtanne, auch die Schlangenhaut-Kiefer kommt öfter vor.

## Dinarischer Tannen-Buchenwald

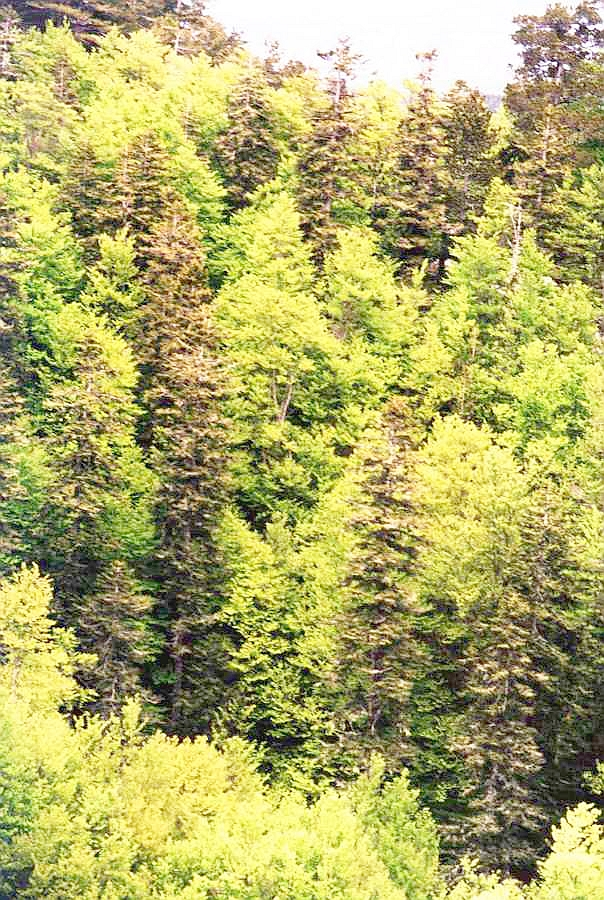
Dinarischer Tannen-Buchen-Urwald im Orjen

Im Waldtyp des dinarischen Tannen-Kalkbuchenwalds tritt Weißtanne stark hervor. Tannen besitzen ähnliche ökologische Ansprüche wie die Rotbuche, beide Arten sind besonders in den Alpen und den Mittelgebirgen häufig vergesellschaftet.  Auf dem unvergletscherten nordwestlichen Balkan, von den Pflanzengeographen nach dem antiken Landschaftsnamen Illyrien genannt, nimmt man eiszeitliche Refugien dieser Wälder an, als das unvergletscherte Europa durch Tundrenvegetation geprägt war und keine Wälder beherbergen konnte. Diese Wälder sind deshalb hier am artenreichsten (floristisches Mannigfaltigkeitszentrum). Der dinarische Tannen-Buchenwald (Abieti-Fagetum dinaricum) ist deshalb sehr artenreich und besitzt viele Charakterarten. Dies gilt auch noch für seine Untergesellschaften. Es sind bisher über 20 Subassoziationen ausgegliedert worden. Die Gesellschaften wurden durch den Vegetationskundler Pavle Fukarek eingehend untersucht und beschrieben.
Reinbestände der Weißtanne finden sich in der illyrischen und balkanischen Buchenwaldzone nur auf  "nadelholzfördernden" Böden, auf denen die Rotbuche nicht gedeihen kann. Beschrieben sind die Verbände Blechno-Abietetum auf sauren Böden und Oreoherzogio-Abietum (Karst-Blockhalden-Tannenwälder) auf basischen Böden in der hochmontanen Höhenstufe. Die Karst-Blockhalden-Tannenwälder Oreoherzogio-Abietum (syn. Rhamno-Abietum) sind schwerpunktmäßig auf warm-trockenen Hartkalkgesteinen in der Gebirgsstufe der Mittelmeerregion ("oromediterran") verbreitet. Hier ist die bodenbasische Unterlage als tannenfördernd anzusehen, ebenso sind bodenfrische, bodensaure Moder- bis Rohhumusstandorte bevorzugt.
Vor allem Schichttreppen und Rundhöcker werden besiedelt. Die Standorte sind stark verkarstet und dem Typus des Glaziokarstes zuzurechnen. Zumeist sind die Standorte in Klimaxgesellschaften des Tannen-Buchenwaldes eingebettet und nehmen nur lokal größere Flächen ein. Schön entwickelt sind diese insbesondere in den Gebirgszügen Velebit und Orjen.

## Standorte, Ökologie und Verbreitung

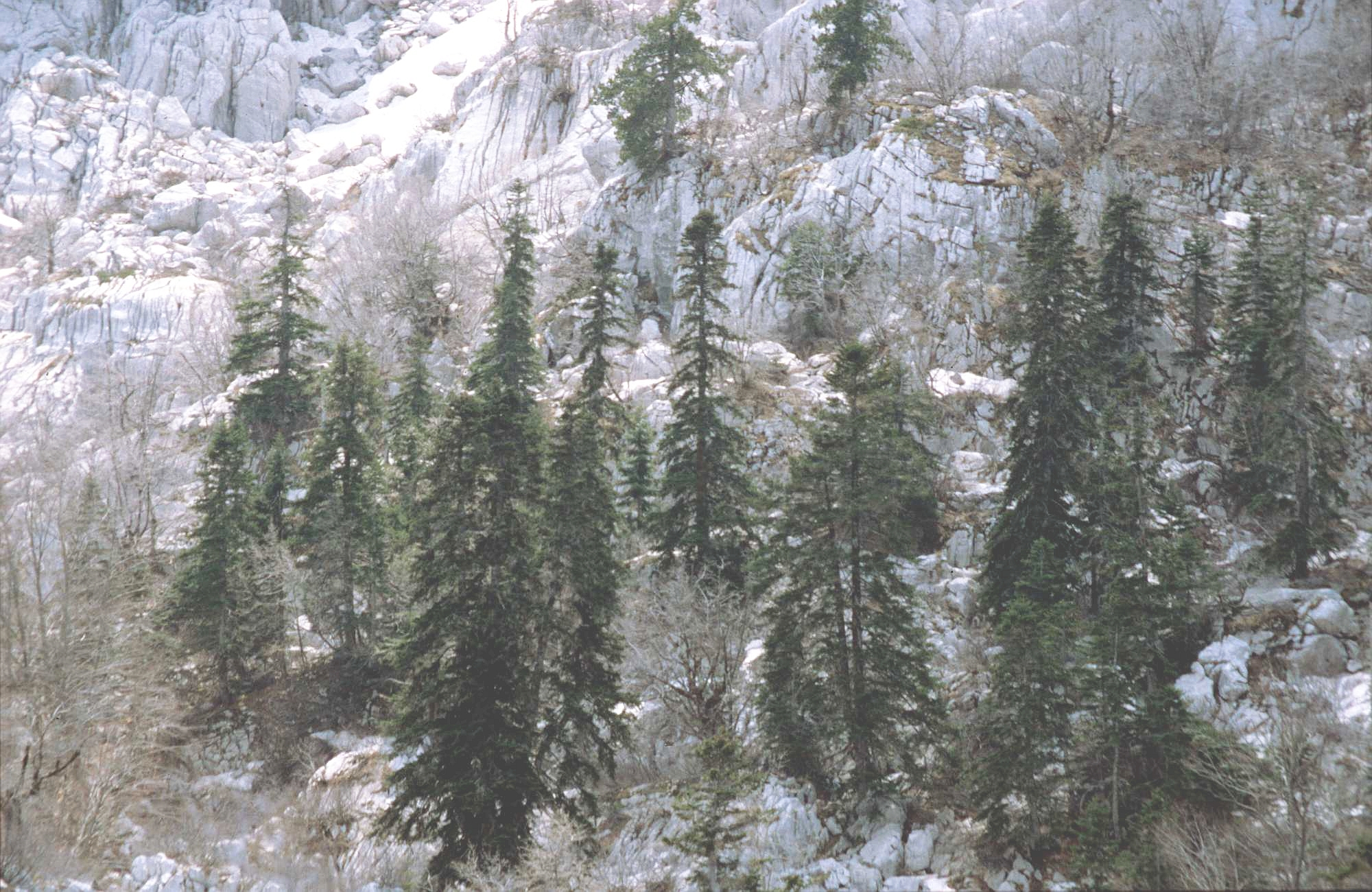
Dinarischer Karst-Blockhalden-Tannenwald im Orjen

Der lichte Karst-Blockhalden-Tannenwald wächst auf der kahlen Unterlage mesozoischer Kalksteine. In Spalten zwischen Steinblöcken bildet sich aus organischem Detritus der Bodentyp Kalkomelanosol. Kennzeichnende Arten sind Krainischen Faulbaum Rhamnus rupestris und Schlangenhaut-Kiefer Pinus leucodermis. Der Waldtyp ist im Velebit, Velež, Prenj, Treskavica, Cincar, Malovan, Njegoš, Vojnik und Orjen verbreitet.
Das Oreoherzogio-Abietum zeichnen meridionale Charakterarten aus. Typisch ist das Vegetations- und Standortmosaik mit Nadelwaldarten, säureliebenden Moosen, artenreicher Kalkflora (z. B. Echter Seidelbast Daphne mezereum) und speziell Kalkfelspionieren (z. B. Braunstieliger Streifenfarn Asplenium trichomanes). Bodenfrischere Felsspalten besiedeln Lilium martagon var. cattaniae, Hunds-Zahnlilie Erythronium dens-canis, Berg-Baldrian Valeriana montana, Kleb-Kratzdistel Cirsium erisithales. Kennzeichnende Arten sind auch Viburnum maculatum, Lonicera glutinosa, Sorbus aria (Echte Mehlbeere), Berberis illyrica, Juniperus communis var. saxatilis (Zwergwacholder), Saxifraga rotundifolia (Rundblättriger Steinbrech) und Dominanz der Reitgrasarten Calamagrostis arundinacea und Calamagrostis varia. Das Artenspektrum ist zudem aus illyrisch-mitteleuropäisch und oromediterran verbreiteten Arten zusammengesetzt. Durch den aufgelockerten Bestandesschluss dringen außerdem wärmeliebende submediterrane Flaumeichenwaldelemente ein (Sedum boloniense, Doronicum columnae, Rhamnus fallax, Lonicera glutinosa, Paeonia daurica (Krim-Pfingstrose), Schwertlilienarten: Iris pallida, Iris orjenii). Zwei Subassoziationen, eine mit Fichte in Kroatien und eine mit Baumhasel in Montenegro und der Herzegowina, sind beschrieben.
| Art                                                           | Plot 1 | Plot 2 |
| ------------------------------------------------------------- | ------ | ------ |
| Paeonia daurica – Krim-Pfingstrose                            | 4      | 3      |
| Abies alba – Weiß-Tanne                                       | 4      | 3      |
| Fagus sylvatica – Rot-Buche                                   | 4      | 5      |
| Corylus colurna – Baumhasel                                   | 3      | 0      |
| Ostrya carpinifolia – Europäische Hopfenbuche                 | 0      | 4      |
| Acer pseudoplatanus – Berg-Ahorn                              | 3      | 3      |
| Acer intermedium                                              | 0      | 2      |
| Fraxinus excelsior – Esche                                    | 3      | 2      |
| Sorbus aria – Mehlbeere                                       | 2      | 0      |
| Euonymus europaea – Pfaffenhütchen                            | 0      | 2      |
| Crataegus montanus                                            | 2      | 0      |
| Prunus prostrata – Niederliegende Kirsche                     | 0      | 2      |
| Lonicera glutinosa                                            | 3      | 0      |
| Rosa pendulina – Alpen-Heckenrose                             | 0      | 2      |
| Sesleria autumnalis                                           | 5      | 4      |
| Aremonia agrimonoides                                         | 2      | 2      |
| Heracleum sphondylium – Wiesen-Bärenklau                      | 3      | 0      |
| Asphodelus albus – Weißer Affodill                            | 2      | 2      |
| Lilium cattaniae (L. martagon var. cattaniae) – Cattani-Lilie | 2      | 2      |
| Iris orjenii – Orjen-Schwertlilie                             | 0      | 2      |
| Bryonia dioica – Rotfrüchtige Zaunrübe                        | 2      | 2      |
| Dentaria enneaphyllos – Quirlblättrige Zahnwurz               | 2      | 0      |
| Hedera helix – Efeu                                           | 3      | 0      |
| Tamus communis – Schmerwurz                                   | 3      | 0      |
| Sedum maximum – Große Fetthenne                               | 2      | 2      |
| Dryopteris filix-mas – Echter Wurmfarn                        | 2      | 0      |
| Hieracium murorum – Wald-Habichtskraut                        | 0      | 2      |
| Pteridium aquilinum – Adlerfarn                               | 2      | 0      |
| Lamium spec. – Taubnesseln                                    | 0      | 2      |
| Anemone nemorosa – Buschwindröschen                           | 2      | 0      |
| Frangula rupestris                                            | 0      | 2      |
| Viola riviniana – Hain-Veilchen                               | 2      | 2      |
| Prenanthes purpurea – Hasenlattich                            | 2      | 0      |
| Polygonatum odoratum – Echtes Salomonssiegel                  | 0      | 2      |
| Dentaria bulbifera – Zwiebel-Zahnwurz                         | 2      | 2      |
| Melica nutans – Nickendes Perlgras                            | 2      | 2      |
| Thalictrum minus – Kleine Wiesenraute                         | 0      | 2      |
| Crocus dalmaticus                                             | 0      | 2      |
| Cirsium erisithales – Kleb-Kratzdistel                        | 2      | 0      |
| Sesleria robusta                                              | 3      | 0      |
| Sedum ochroleucum – Ockergelbe Fetthenne                      | 2      | 2      |
| Rubus idaeus – Himbeere                                       | 2      | 0      |
| Cicerbita alpina – Alpen-Milchlattich                         | 2      | 0      |
| Rosa spec.- Rosen                                             | 0      | 2      |
| Vicia cracca – Vogel-Wicke                                    | 0      | 2      |
| Convallaria majalis – Maiglöckchen                            | 2      | 0      |
| Festuca ovina – Schaf-Schwingel                               | 0      | 3      |
| Fragaria vesca – Wald-Erdbeere                                | 2      | 0      |
| Myrrhis odorata – Süßdolde                                    | 5      | 0      |
| Asyneuma pichlerii                                            | 2      | 0      |
| Geranium robertianum – Ruprechtskraut                         | 2      | 0      |
| Galium lucidum                                                | 0      | 5      |
| Thalictrum aquilegifolium – Akeleiblättrige Wiesenraute       | 0      | 2      |
|                                                               |        |        |

*

Artenreicher Mischwald warmer Standorte mit Tanne, Linde und Baumhaselnuß

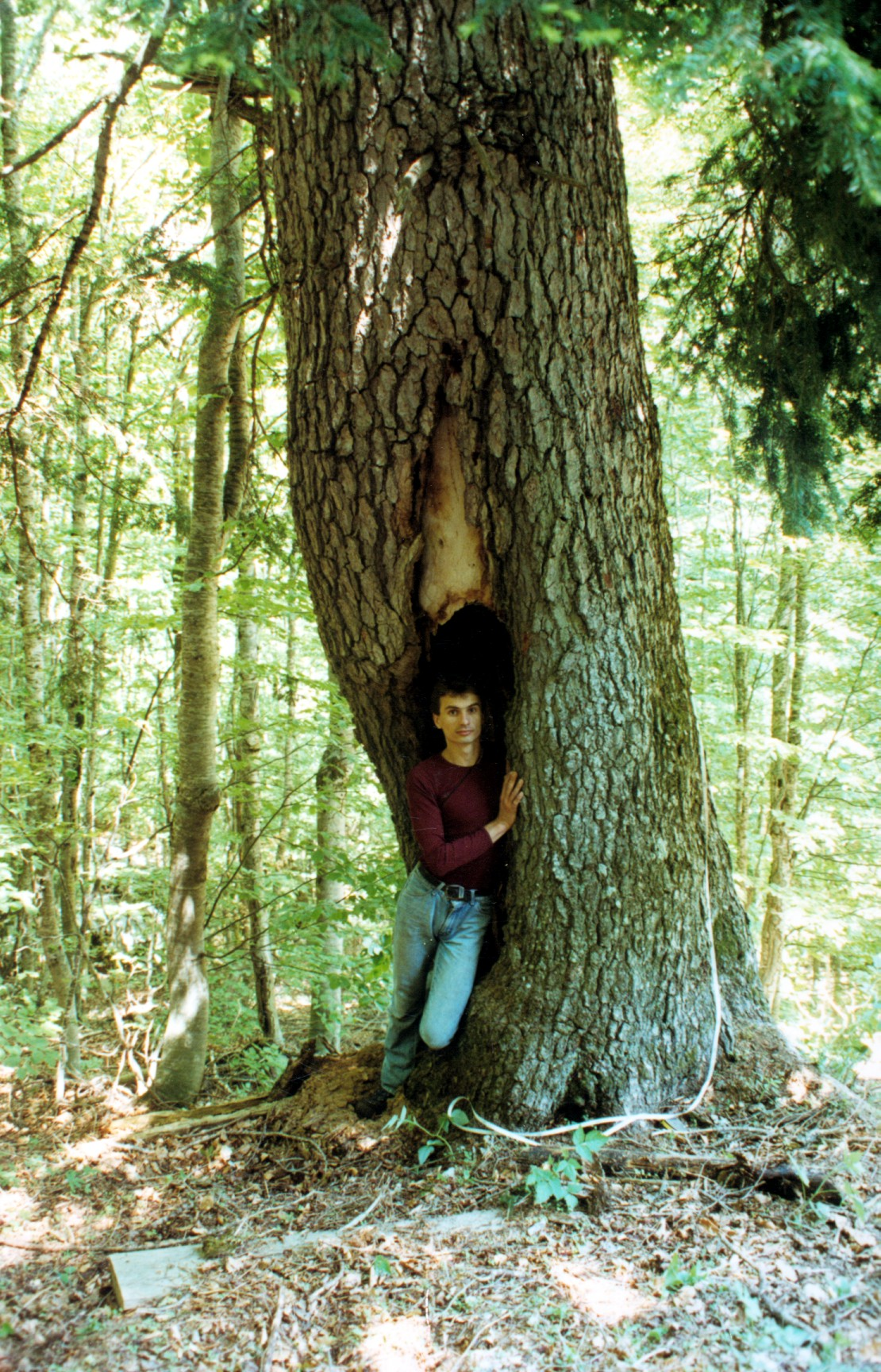
55 m hohe und 1,5 m starke Urwaldtanne (Abies alba) aus dem Orjen in Montenegro

Syntaxonomische Tabelle supramediterraner Felswälder aus dem Orjen mit Krim-Pfingstrose

## Artenreichtum

Paläoendemischer Karst-Blockhalden-Tannenwald glazialer Schichttreppen im Orjen

Typische Arten für den zur Austrocknung neigenden basenreichen Moderboden (Kalkomelanosol) des Verbandes:

C. OREOHERZOGIO-ABIETALIA Fuk. 1969

a) Oreoherzogio-Abietion Ht. emend. Fuk.

1. Oreoherzogio-Abietetum Fuk.

| | |
| · 1. BAUMSCHICHT Abies alba Pinus heldreichii Fagus sylvatica Corylus colurna Ostrya carpinifolia Pinus nigra Fraxinus excelsior · 2. STRAUCHSCHICHT Berberis illyrica Lonicera glutinosa Viburnum maculatum Rhamnus fallax Sorbus aria Euonymus europaeus Rosa pendulina Juniperus communis var. saxatilis Sambucus nigra Cotoneaster integerrimus Daphne mezereum Lonicera xylosteum Frangula rupestris · 3. KRAUTSCHICHT Calamagrostis varia Lilium cattaniae (L. martagon subsp. cattaniae) Fritillaria gracilis Cirsium erisithales Valeriana montana Scrophularia nodosa Scrophularia bosniaca Polygonatum viviparum Cystopteris fragilis Arabis turrita Actaea spicata Astrantia major Viola riviniana Vicia cracca Arabis hirsuta Cardamine glauca Urtica dioica Paeonia daurica Muscari botryoides Satureja montana Seseli globuliferum Iberis sempervirens Myosotis sylvestris Taraxacum officinalis Aposeris foetida Hypericum alpinum Doronicum columnae | Epilobium montanum Ononis natrix Melica nutans Corydalis ochroleuca Ceterach officinarum Sedum boloniense Cicerbita alpina Erysimum humile Stellaria graminea Verbascum spec. Lotus alpinus Saxifraga marginata Symphytum tuberosum Asplenium trichomanes Cardamine glauca Hieracium murorum Convallaria majalis Actaea spicata Rubus idaeus Thalictrum aquilegifolium Thalictrum minima Potentilla speciosa Potentilla argentea Myrrhis odorata Scilla litardieri Sesleria robusta Peucedanum longifolium Gentiana lutea Lamium spec. Aremonia agrimonoides Polystichum lonchitis Achillea spec. Origanum vulgare Lotus corniculatus Heracleum sphondylium Gentiana verna Luzula luzuloides Silene spec. Sedum maximum Aquilegia dinarica Moltkia petraea Asphodelus albus Asplenium ruta-muraria Asplenium adiantum-nigrum Amphoricarpos neumayerianus Ornithogalum umbellatum Epilobium angustifolium Biscutella cichorifolia |
| (Aus ca. 50 Vegetationsaufnahmen im Orjen) | |

## Entwicklung und Sukzession
Der beschriebene Weiß-Tannenwald kommt auf Schichttreppen überwiegend in reinen Wäldern oder zusammen mit Berg-Ahorn, häufiger auch der Baum-Hasel vor. Rot-Buche fehlt zumeist, kommt aber auf angrenzenden Flächen immer vor. Weniger entwickelte Felsstandorte lassen fließende Übergänge zum Tannen-Buchenwald erkennen. Die azonale Dauergesellschaft besiedelt im Karstgebiet spaltengründige Böden steiler Grobblockböden und Schichttreppen (Moder- bis Tangelhumus), die Pionierarten begünstigen. Unter den Moos- und Zwergstrauchdecken erreichen die Wurzeln der Nadelbäume die sich langsam durch Humus auffüllenden Spalten. Im fortgeschrittenen, geschlossenen Phasen werden die Auflagenhumusdecken mineralisiert, so dass dann die Wurzelgeflechte freiliegen. Buchenverjüngung kommt erst bei fortgeschrittener Boden- und Vegetationsentwicklung (Mull bis Moder) im Schirm von Tanne auf, wobei Mulden durch lange Schneelage und in den hohlraumreiche Blockhalden abströmende Kaltluft für die Buche ausscheiden. Grobblockige Steilhalden hemmen die Entwicklung der Buche, während Tanne gegen Schneeschub geschützt und hier weniger durch Schneeschimmel (Herpotrichia nigra) gefährdet ist.
Der Wuchs der Weißtanne ist in der Regel gedrungen und zwieselig.